# Cladolabes
Genre
Cladolabes est un genre d'holothuries (concombre de mer) de la famille des Sclerodactylidae.

## Liste des espèces
Selon World Register of Marine Species (23 février 2015) :
- Cladolabes aciculus (Semper, 1867)
- Cladolabes arafurus O'Loughlin in O'Loughlin & al., 2014
- Cladolabes bifurcatus (Deichmann, 1944)
- Cladolabes crassus (H.L. Clark, 1938)
- Cladolabes hamatus (Sluiter, 1914)
- Cladolabes kirara Yamana, Iwaoka & Hyakutake, 2014
- Cladolabes limaconotus (Brandt, 1835)
- Cladolabes perspicillum (Selenka, 1867)
- Cladolabes pichoni Cherbonnier, 1988
- Cladolabes roxasi (Domantay, 1934)
- Cladolabes schmeltzii (Ludwig, 1875)

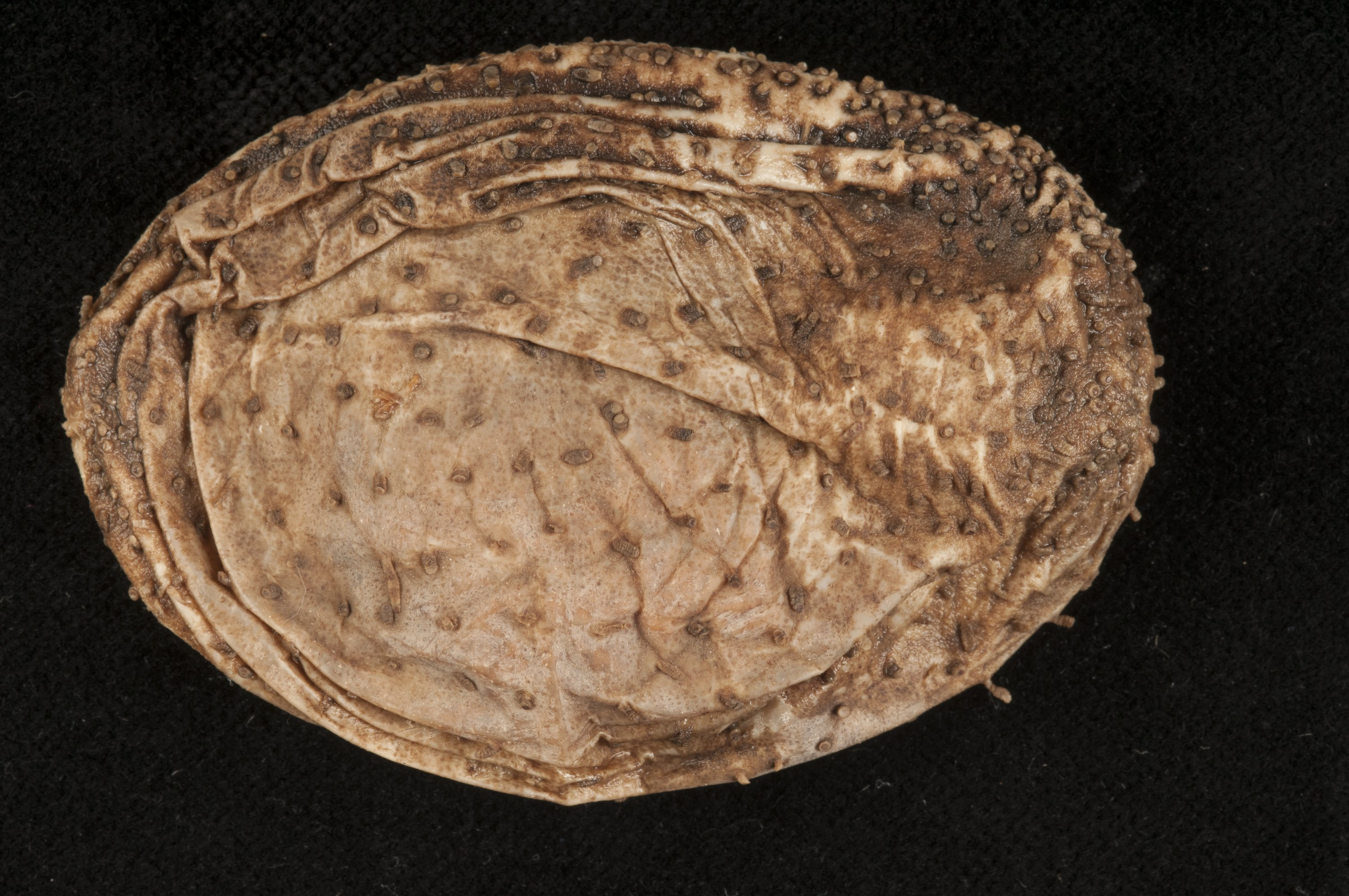
Face ventrale de Cladolabes arafurus.